# Lavatera maritima
Espèce
Classification phylogénétique
La lavatère maritime (Lavatera maritima) est une plante buissonnante ligneuse vivace de 30 cm à 1,20 m du genre Lavatera et de la famille des Malvacées.

## Synonyme
- Malva subovata (DC.) Molero & J.M.Monts.

## Habitats
Cette lavatère pousse sur les pentes rocailleuses, les éboulis calcaires aux étages thermo-méditerranéen et méso-méditerranéen inférieur.

## Floraison

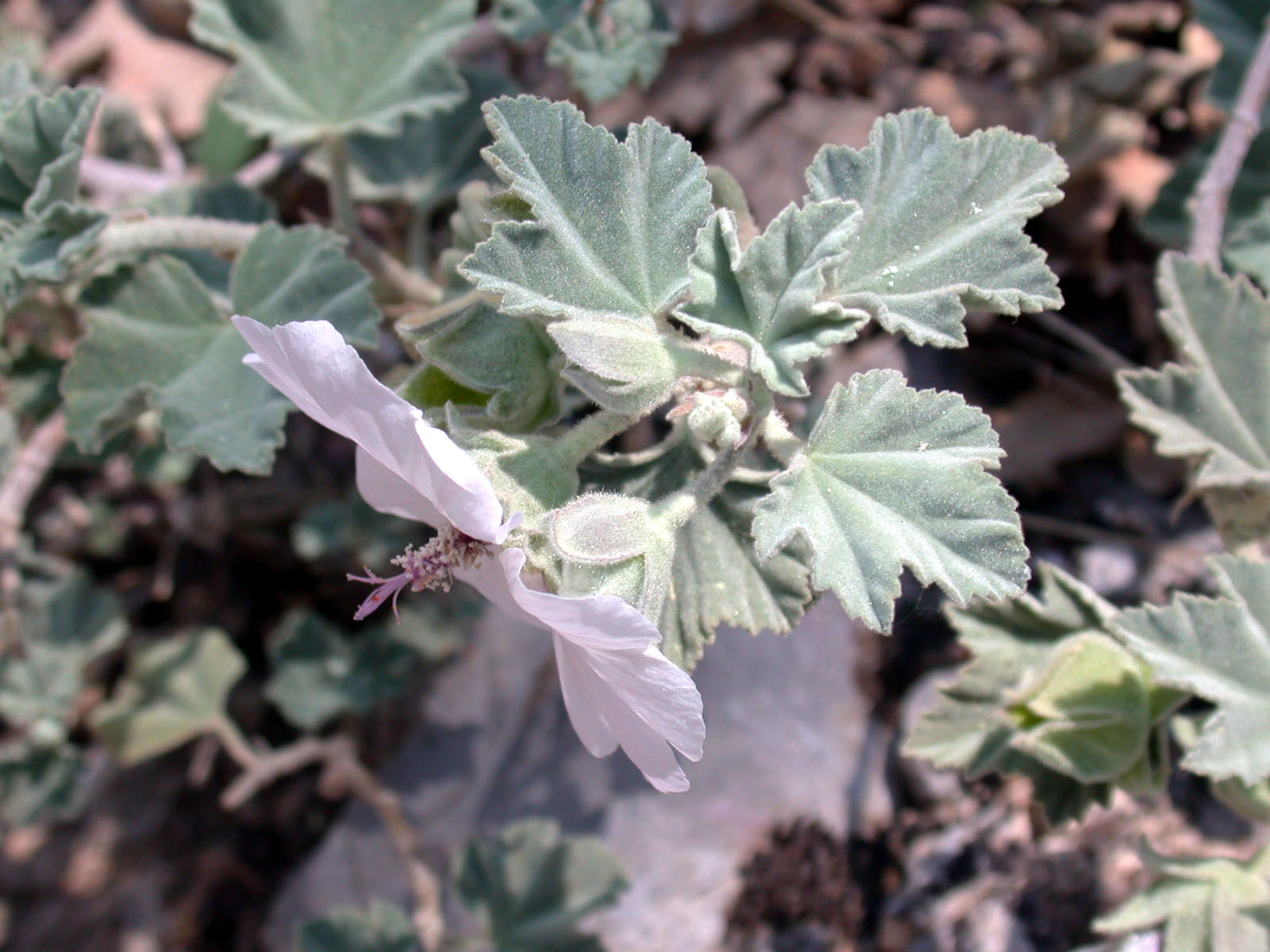
feuilles veloutées blanchâtres

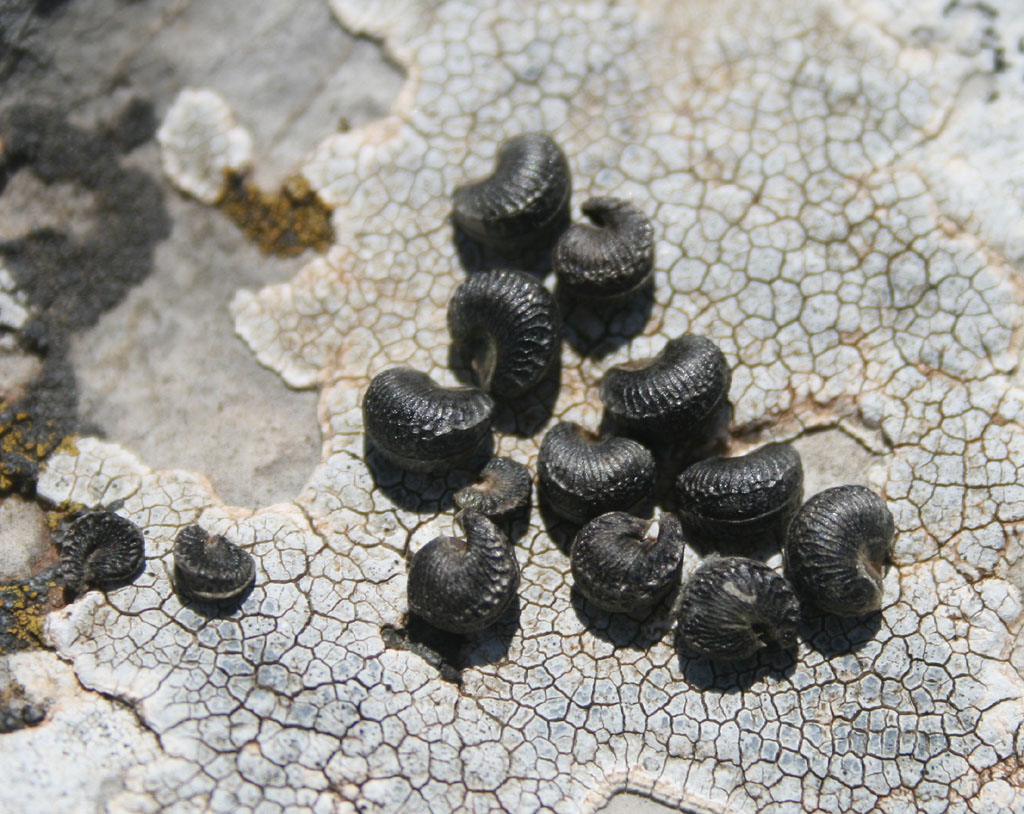
graines

Janvier à juin.